# Радово (Босилово)
Радово (мкд. Радово) је насеље у Северној Македонији, у југоисточном делу државе. Радово је у саставу општине Босилово.

## Географија
Радово је смештено у југоисточном делу Северне Македоније. Од најближег града, Струмице, насеље је удаљено 10 km источно.
Насеље Радово се налази у историјској области Струмица. Насеље је положено у средишњем делу плодног Струмичког поља. Јужно од насеља протиче река Струмица. Надморска висина насеља је приближно 220 метара.
Месна клима је блажи облик континенталне због близине Егејског мора (жарка лета).

## Становништво
Радово је према последњем попису из 2021. године имало 804 становника. Турци су чинили већинско становништво насеља до средине 20. века, када су се спонтано иселили у матицу. Становништво чине претежно словенске избеглице из Алексова и других кукушких села грчке Македоније унијтаке цркве.
| Национални састав према попису из 2021.‍ | Национални састав према попису из 2021.‍ | Национални састав према попису из 2021.‍ | Национални састав према попису из 2021.‍ | Национални састав према попису из 2021.‍ |
| --------------------------------------- | --------------------------------------- | --------------------------------------- | --------------------------------------- | --------------------------------------- |
|                                         |                                         |                                         |                                         |                                         |
| Македонци                               | Македонци                               |                                         | 761                                     | 94,6%                                   |
| Турци                                   | Турци                                   |                                         | 19                                      | 2,4%                                    |

Претежна вероисповест месног становништва је гркокатоличанство (једно од два насеља у целој држави са гркокатоличком већином).